# Ralph Claësson
Ralph Percy Olditch Claësson, född 30 maj 1905 i Göteborg, död 17 december 1977 i Göteborg, var en svensk konstnär.
Claësson var son till konsuln Carl M. Claësson och Kitty Olditch. Han studerade vid Statens håndverks- og kunstindustriskole i Oslo 1936-1937 och Norska konstakademien 1937-1938 samt vid Académie Colarossi och Académie de la Grande Chaumière i Paris 1938, vid Konsthögskolan i Stockholm 1939 och Valands konstskola i Göteborg 1940-1941. Separat ställde han ut på bland annat Olsens konstsalong i Göteborg 1942 och Modern konst i hemmiljö i Stockholm 1944 samt Galerie du Verseau i Paris 1948. 
Bland hans offentlig utsmyckningar märks en muralmålning i Rom och en kyrkomålning i Venezia Mestre. Hans konst består av figurer, kust och gatumotiv från Paris, Visby och Göteborg i olja. Claësson är representerad vid Nationalmuseum, Norrköpings konstmuseum, Örebro läns museum, Waldemarsudde och Institut Tessin Paris.